# Championnat du monde de cyclo-cross en relais mixte
Le championnat du monde de cyclo-cross en relais mixte a lieu dans le cadre des championnats du monde de cyclo-cross de l'Union cycliste internationale depuis 2022. Il est disputé par équipe nationale de six coureurs : trois femmes et trois hommes, représentant chacun une catégorie (élite, espoir et junior), à l'image de ce qui existe sur les épreuves de VTT.
Lors de sa première édition, la course est une épreuve test ne décernant pas de titre officiel. Faute d'un nombre suffisant d'équipes inscrites, elle se déroule exceptionnellement par équipes de quatre coureurs.

## Palmarès
| Édition                 | Or | Argent | Bronze |
| ----------------------- | --- | --- | --- |
| 2022 (compétition test) | Italie- Samuele Leone - Silvia Persico - Lucia Bramati - Davide Toneatti                                              | États-Unis (A)- Eric Brunner - Katie Clouse - Clara Honsinger - Scott Funston                                         | Belgique- Daan Soete - Kiona Crabbé - Alicia Franck - Niels Vandeputte                                                    |
| 2023                    | Pays-Bas- Tibor Del Grosso - Guus van den Eijnden - Lauren Molengraaf - Leonie Bentveld - Fem van Empel - Pim Ronhaar | Grande-Bretagne- Zoe Bäckstedt - Joseph Blackmore - Cat Ferguson - Alfie Amey - Anna Kay - Thomas Mein                | Belgique- Antoine Jamin - Julie Brouwers - Joran Wyseure - Marion Norbert-Riberolle - Xaydée Van Sinaey - Laurens Sweeck  |
| 2024                    | France- Célia Gery - Lauriane Duraffourg - Hélène Clauzel - Aubin Sparfel - Rémi Lelandais - Martin Groslambert       | Grande-Bretagne- Cat Ferguson - Zoe Bäckstedt - Anna Kay - Oscar Amey - Corran Carrick-Anderson - Cameron Mason       | Belgique- Shanyl De Schoesitter - Julie Brouwers - Sanne Cant - Arthur Van den Boer - Ward Huybs - Michael Vanthourenhout |
| 2025                    | Grande-Bretagne- Zoe Roche - Cat Ferguson - Zoe Bäckstedt - Milo Wills - Oscar Amey - Thomas Mein                     | Italie- Giorgia Pellizotti - Lucia Bramati - Sara Casasola - Mattia Agostinacchio - Stefano Viezzi - Gioele Bertolini | France- Zélie Lambert - Célia Gery - Hélène Clauzel - Florian Fery - Jules Simon - Joshua Dubau                           |

## Tableau des médailles
| Rang  | Nation          | Or | Argent | Bronze | Total |
| ----- | --------------- | -- | ------ | ------ | ----- |
| 1     | Grande-Bretagne | 1  | 2      | 0      | 3     |
| 2     | France          | 1  | 0      | 1      | 2     |
| 3     | Pays-Bas        | 1  | 0      | 0      | 1     |
| 4     | Italie          | 0  | 1      | 0      | 1     |
| 5     | Belgique        | 0  | 0      | 2      | 2     |
| Total | Total           | 3  | 3      | 3      | 9     |